# Mario Tokić
Mario Tokić (* 23. Juli 1975 in Derventa, SFR Jugoslawien, heute Bosnien und Herzegowina) ist ein ehemaliger kroatischer Fußballspieler und heutiger -trainer.

## Spielerkarriere
Tokićs fußballerische Laufbahn begann in der Jugendmannschaft des NK Rijeka, wo er auch für sechs Jahre in der ersten Mannschaft in der höchsten kroatischen Spielklasse spielte. Anschließend spielte er von 1998 bis 2001 für Dinamo Zagreb. Im Sommer 2001 wechselte der Kroate zusammen mit Mario Bazina in die österreichische Fußball-Bundesliga zum Grazer AK, wo er schnell zu einem der wichtigsten Spieler für die Mannschaft und auch deren Kapitän wurde. Mit dem GAK wurde der Innenverteidiger 2004 österreichischer Meister, zweimal österreichischer Cupsieger (2002 & 2004) und Supercupsieger im Jahr 2002. Ein Highlight seiner Karriere war das Weitschusstor zum 1:0-Auswärtssieg des GAK in der Champions-League-Qualifikation 2004/05 gegen den späteren Sieger FC Liverpool. Im Sommer 2005 wechselte Tokić für zwei Jahre zur Austria Wien, mit der er 2006 österreichischer Meister und zweimal Cupsieger (2006 und 2007) wurde.
Im Mai 2007 wechselte der Verteidiger von der Austria zum Erzrivalen SK Rapid Wien, wo er 2008 auf Anhieb Meister wurde. In der Frühjahrssaison konnte Tokić jedoch nicht spielen, da er einen Bandscheibenvorfall erlitt. Im Sommer 2009 wurde sein Vertrag aufgrund einer weiteren Verletzung mit beidseitigem Einvernehmen aufgelöst. Nach einem halben Jahr der Vereinslosigkeit und weiteren eineinhalb Jahren beim kroatischen Erstligisten NK Zagreb beendete Tokić 2011 seine Karriere.
Mario Tokić spielte von 1998 bis 2006 28 Mal in der kroatischen Nationalmannschaft und war im Kader für die EM 2004 und die WM 2006, kam jedoch in beiden Wettbewerben nicht zum Einsatz.

## Trainerkarriere
2014 übernahm Tokić das Amt des Assistenztrainers beim kroatischen Erstligisten Dinamo Zagreb, das er bis Ende 2015 innehatte. Von Anfang 2016 an war er als Trainer beim Ligakonkurrenten NK Lokomotiva Zagreb beschäftigt, zunächst als Assistenz- und Interimstrainer und ab November 2016 als Cheftrainer. Ende 2017 endete sein Engagement bei Lokomotiva.
Von Mai bis Dezember 2019 war Tokić Co-Trainer der aserbaidschanischen Fußballnationalmannschaft unter Nikola Jurčević. Nachdem Aserbaidschan nur einen Punkt in der Qualifikationsrunde für die Europameisterschaft 2020 geholt hatte, trennte sich der Verband vom Trainergespann.  Im Februar 2020 wurde Tokić Co-Trainer der omanischen Fußballnationalmannschaft unter Branko Ivanković.